# マンションハウス (ダブリン)
マンションハウス（愛: Teach an Ard-Mhéara、英: Mansion House）は、ダブリン市長の官邸である。1715年から使用され、1919年から1921年までの間は、ドイル・エアラン（下院）議会の集会所でもあった。

## 歴史
1710年に商人で不動産開発者のジョシュア・ドーソンによって建てられたマンションハウスは、ドーソン通りの名前の由来となっている。ダブリン・コーポレーション（現在のダブリン市議会）が1715年に購入し、市長の官邸として使用した。現在もその用途は受け継がれている。
1821年には、ジョージ4世を迎えるために円形の部屋が建設された。正面玄関の上にある金属製のポルチコは、1900年にヴィクトリア女王の訪問のために建てられた。
第一次国会は1919年1月21日、アイルランド独立を宣言するために円卓の間に集まった。2年後の1921年には、同じ場所で英愛条約が批准されている。1930年代から1940年代にかけて、新しいダブリン市庁舎を建設するために、マンションハウスとそのブロック（ドーソン通り、モールズワース通り、キルデア通り、セント・スティーブンス・グリーンの北側）にある他のすべての建物を取り壊す計画が立てられた。しかし、キルデア通りと同じブロックの敷地に新しい工業・商業省を建てるという政府の決定は、計画の放棄につながった。
1969年1月21日、ドイル・エアラン（下院）とシャナズ・エアラン（上院）の50周年記念特別合同会議が円卓会議室に集まり、当時のアイルランド大統領であったエイモン・デ・ヴァレラの演説が行われた。
2006年8月、ロイヤリスト準軍事組織のアルスター義勇軍は、1981年の党大会でシン・フェイン党指導部を一掃しようとし、マンションハウスに爆弾を仕掛けたと主張している。この主張を受け、警察（ガーダ）と軍隊が25年前の爆弾を捜索したため、家の警備が厳重になった。
2019年1月21日に第一次国会から100周年を迎え、円卓会議室では下院と上院の特別合同セッションが開催され、アイルランド大統領であるマイケル・D・ヒギンズの演説が行われた。

## 入居者
以下は、著名なマンションハウスの入居者である。
- ダニエル・オコンネル - 19世紀の民族主義者の指導者

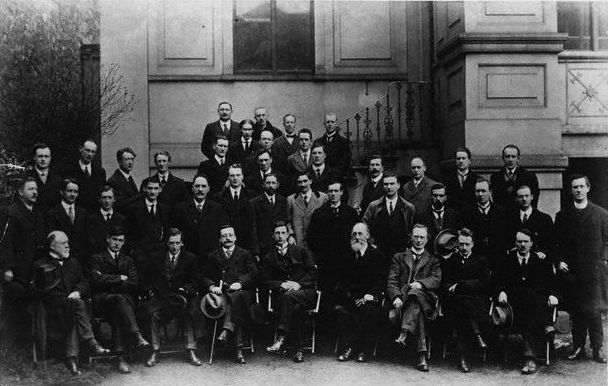
1919年1月21日、マンションハウスでの第一次国会
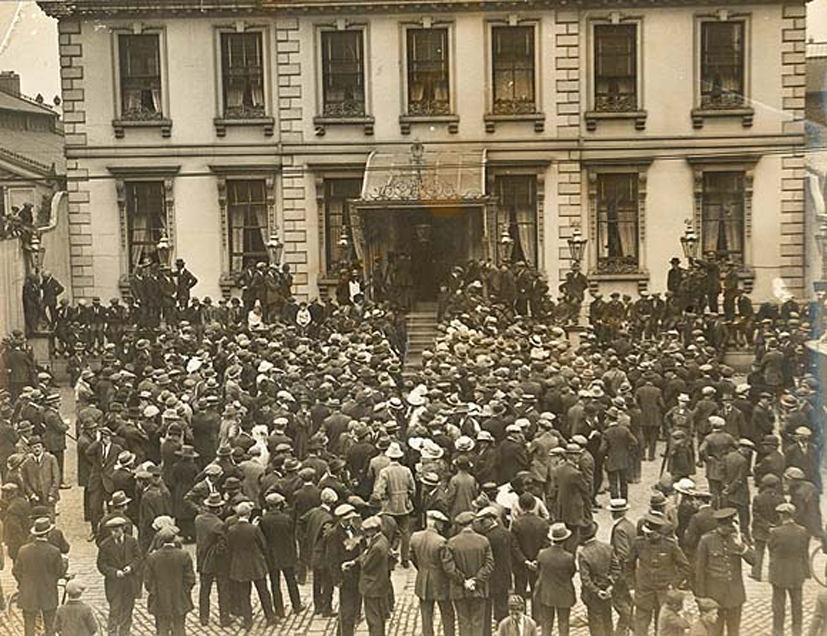
独立戦争の停戦前のマンションハウスの外の群衆（1921年7月8日）
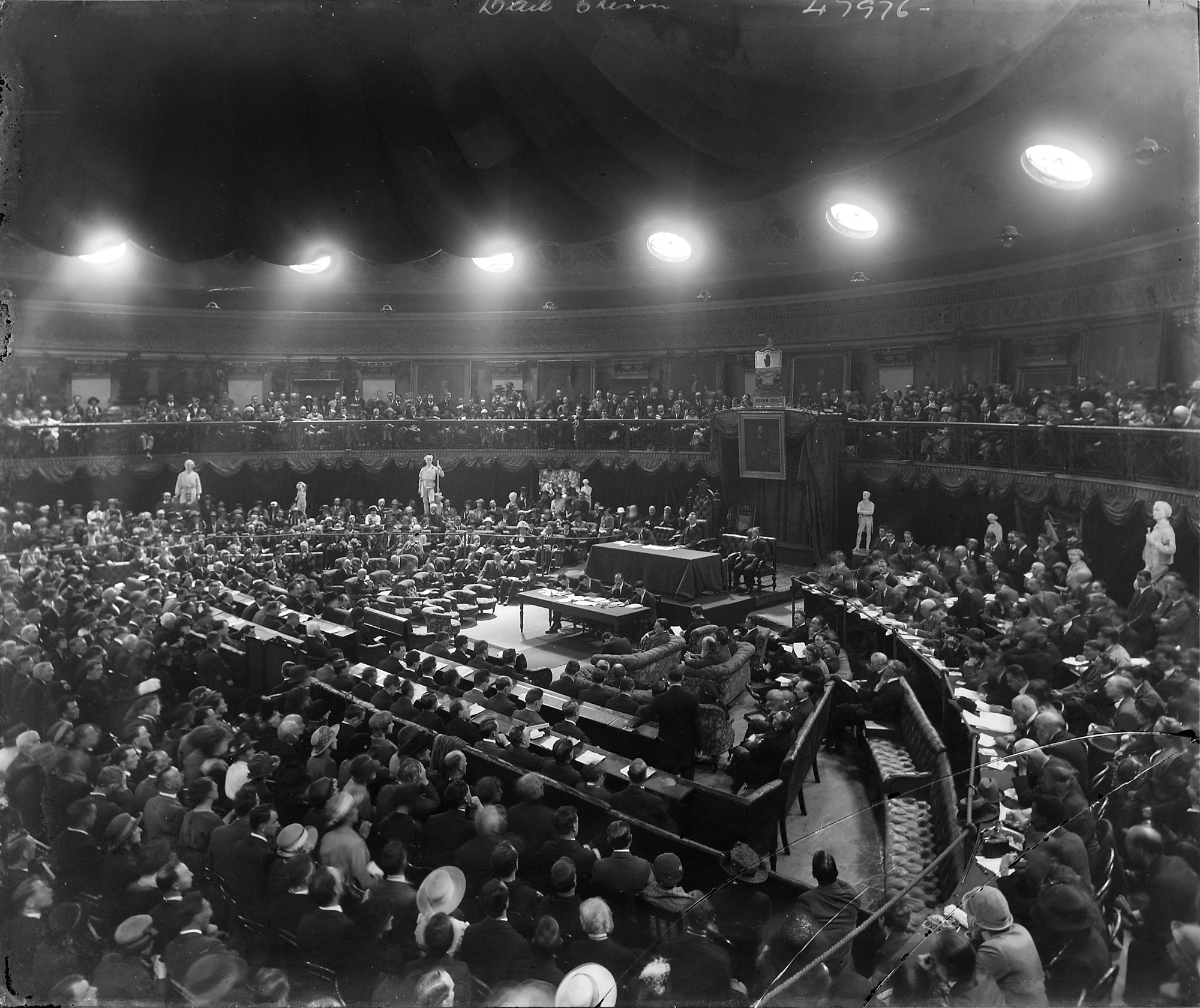
1921年8月、マンション・ハウスでのドイル・エアラン（下院）議会